# Picasa
Picasa foi um programa de computador que realizava a edição digital de fotografias e com função principal de organizar a coleção de fotos digitais presentes no computador, de forma a facilitar a procura por fotografias específicas por parte do usuário do software. Foi criado pela empresa Picasa, Inc., adquirida em julho de 2004 pelo Google. A partir de então, a empresa norte-americana passou a oferecer o programa gratuitamente em sua página na Internet. Em janeiro de 2009, quase cinco anos após seu lançamento inicial, Google finalmente anunciou na MacWorld daquele ano o lançamento do Picasa para Mac. O programa tem total integração com o serviço gratuito Picasa Web, de armazenamento e compartilhamento de fotos online, também do Google.

## Visão geral
Costuma-se creditar o Picasa por possuir uma interface relativamente agradável, sendo também seu uso intuitivo para o usuário casual. Além da organização nos arquivos fotográficos digitais do usuário do programa presentes no computador, o Picasa também permite realizar alterações básicas em uma imagem por meio de ferramentas rápidas.
A organização pode ser feita por pastas ou através de marcadores. Os marcadores são mais dinâmicos pois em uma mesma pasta podem existir fotos identificadas por diversos marcadores. As fotos selecionadas ficam na Bandeja de imagens, e podem a partir daí ser usadas de diversas formas.
O Picasa possui integração com outras ferramentas do Google como o Hello e Blogger. Também possui ferramentas de exportação de imagens alteradas, criação de folhas de contato, montagens pré-formatadas, protetor de tela, entre outras.
Ele ao ser instalado ou reconfigurado recupera todas as fotos e vídeos que foram deletadas ou perdidas através do spy-boot, disponível nas versões XP do Windows, possibilitando a visualização e recuperação das fotos e imagens excluídas.
Através de seu detector de mídia (programa que roda em segundo plano no Windows), o Picasa também monitora alterações de arquivos multímidia cadastrando-os imediatamente ao banco de dados do Picasa. Funcionamento similar ao do Google Desktop Search.
Para 2008 na Europa há planos de upgrade nos celulares da versão 3G, que poderão utilizar o picasa como compartilhador de fotos entre PC e Midia Celular.

## Picasa para Linux
O Picasa na versão Linux nada mais é que a versão 3.0 do Picasa junto ao Wine embutido no pacote. A versão está disponível para o idioma inglês. O melhor a fazer é baixar a versão mais recente até agora do Picasa para Windows e instalar no programa Wine. Mesmo executando a versão Windows o Picasa reconhece que está sendo executado no Linux, tanto é que na opção Sobre o Picasa é exibido: Picasa 3.8.0 (Versão 117.4300, 0) para Linux e alguns bugs são exibidos:
- Ao clicar em Importar o programa trava, dando uma mensagem de erro.
- Quando se tenta fazer uma apresentação em filme, é exibido "Esse recurso não é compatível com o Linux".
- Executar o programa no modo maximizado (ocorrido no Ubuntu 11.04 com Wine e Unity) faz com que alguns usuários tenham problemas no manuseio da interface porque os botões não funcionam corretamente (para clicar tem que colocar o ponteiro do mouse mais embaixo para selecionar o botão).
- Não cria CD de presente.
- Não adiciona imagens como proteção de tela.

A Google anunciou, em abril de 2012, a descontinuidade deste serviço, conforme o projeto "limpeza de primavera".

## Picasa Web
Picasa Web foi um serviço gratuito do Google para o armazenamento e compartilhamento de fotos na internet. Tinha total integração com o programa de computador de mesmo nome, Picasa, em sua opção Álbuns da Web, sincronizando os álbuns de fotos locais com os online.
O Google disponibilizava 1 gigabyte gratuito para o armazenamento das fotos, mas também tinha planos pagos para armazenamento extra (neste caso o espaço extra era compartilhado com os serviços Gmail e Google Docs).
O serviço tinha o recurso de reconhecimento facial, geolocalização integrado com o serviço Google Maps e o programa de computador Google Earth e compartilhamento de fotos.